# MacMinn Le Mans
Pour les articles homonymes, voir Le Mans (homonymie).
 (mars 2024).
La MacMinn Le Mans est une voiture de sport kit car GT du designer américain Strother MacMinn (en), présentée dans la revue américaine Road & Track (en) de 1958, et réalisée à environ 7 exemplaires.

## Historique
Ce concept car est une idée de l'ingénieur-designer John Bond, éditeur de la revue américaine Road & Track (en) de 1947. Il désir créer une voiture de sport kit car GT américaine, sous forme de concours-challenge pour ses lecteurs, à base d'éléments de diverses marques automobiles de l'époque, pour marquer une victoire américaine aux 24 Heures du Mans,. 
La carrosserie en fibre de verre à portes papillon et arrière fastback est conçue par le designer américain Strother MacMinn (en) (directeur du design du prestigieux Art Center College of Design de Pasadena en Californie,) avec des lignes avant-gardistes de Phantom Corsair ou Porsche Type 64 de 1938, ou Mercedes-Benz 300 SL de 1954... motorisée par un moteur V8 Chevrolet de 4,6 L de 260 ch. 
Ces formes ultra modernes pour l'époque préfigurent celles des futures Jaguar Type E (1961), Chevrolet Corvair Monza GT (1962), Lamborghini 350 GTV (1963), Corvette Mako Shark II (1965), Opel GT (1968), Chevrolet Corvette (C3) (1968), Ferrari 365 Daytona (1968), Maserati GranTurismo I (2007), et autres Zagato Mostro Maserati (2015)...

## Voiture de collection
Environ sept modèles auraient été réalisés à l'époque selon les directives des divers numéros de la revue. L'un des derniers de ses modèles entièrement disparus est retrouvé dans un ravin en Californie, à l'état de trouvaille de grange, après une soixantaine d'années d'abandon. Il est entièrement restauré d'origine par des amateurs, avec un moteur V8 4,6 L de Chevrolet Corvette de 1957, avant d'être présenté avec succès au Pebble Beach Concours d'Elegance 2023, et dans l'émission américaine Jay Leno's Garage (en) de Jay Leno en 2024. 